# Yslaire

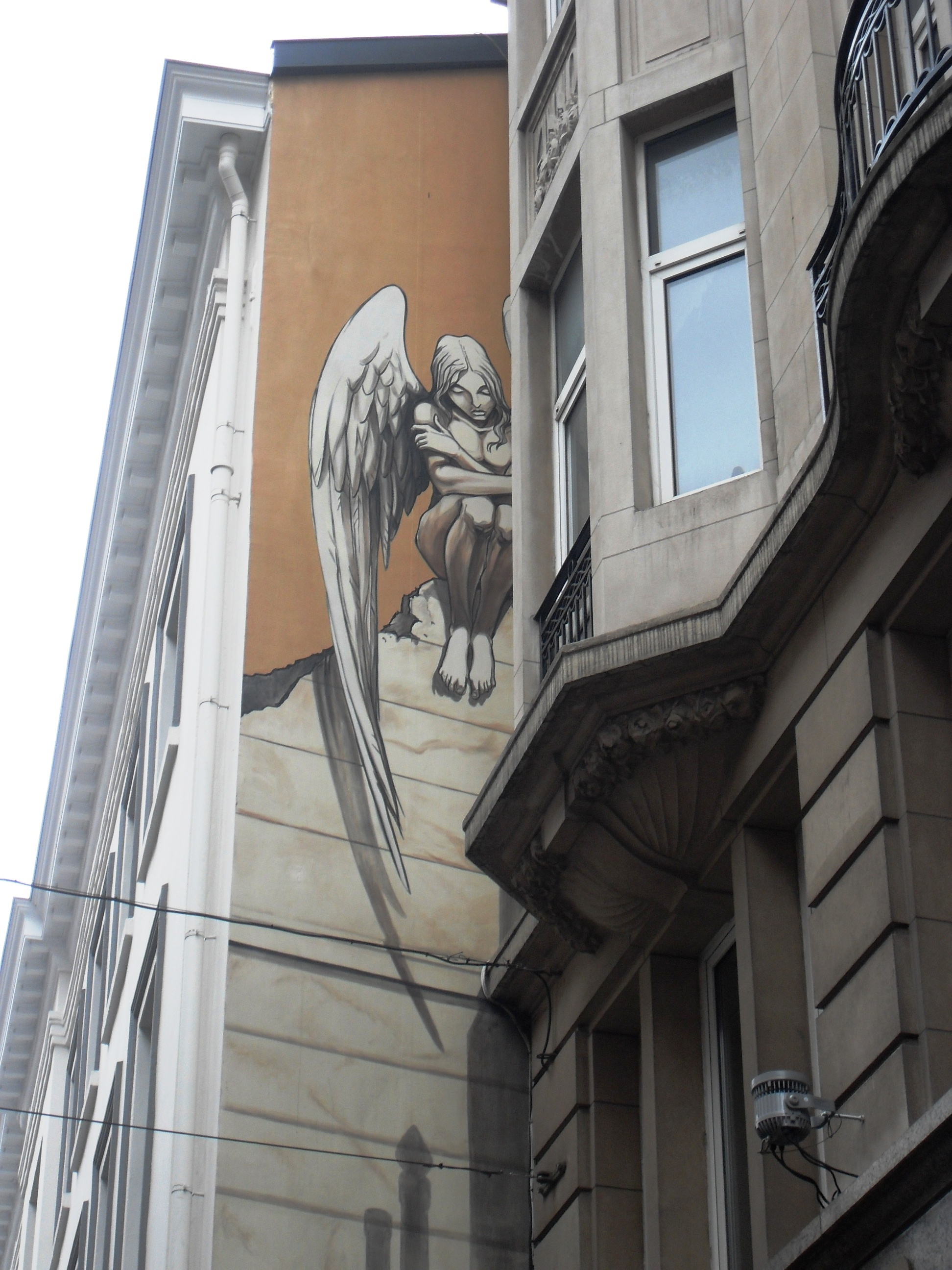
Wiedergabe einer Zeichnung von Yslaire an einer Hauswand in Brüssel (1998, Foto 2011)

Yslaire (* 11. Januar 1957 in Brüssel), mit bürgerlichem Namen Bernard Hislaire, ist ein belgischer Comiczeichner.

## Leben
Seine ersten Zeichnungen erschienen im Fanzine Robidule, während er am Institut Saint-Luc studierte. In seinem 18. Lebensjahr wurde er Mitglied des Teams des Magazins Spirou. Bald darauf kam seine 16-seitige Erzählung Le Troisième Laron heraus. Zusammen mit seinen Unterstützern Charles Dupuis, Raoul Cauvin und Jean-Marie Brouyère produzierte er einige Serien wie Coursensac et Baladin. Bekannt wurde er 1978 mit seiner ersten eigenen Serie Bidouille et Violette, die er bis 1985 fortsetzte. Aus dieser Zeit stammen auch diverse Zeichnungen für La Libre Belgique und Le Trombone Illustré.
Nach einem Zusammentreffen mit Balac (Yann) zeichnete er die Saga Sambre über die unmögliche Liebe zwischen dem reichen jungen Mann Bernard Sambre und dem Bauernmädchen Julie während der Revolution 1848 in Frankreich. Sie unterschied sich stilistisch stark von seinen vorherigen Werken, die Farbgebung ist stark eingeschränkt, es dominieren Schwarz/Weiß-Kontraste mit blutroten Akzenten. Diese Serie war sowohl bei Kritikern als auch kommerziell erfolgreich. Auf Deutsch erschien sie im Carlsen-Verlag und wird seit 2020 bei Finix Comics fortgesetzt.
Ab 1997 setzte er sich mit dem Internet auseinander und zeichnete das Album XXe Ciel (Der XX.Himmel), einen tiefgründigen Cyber-Roman, der sich durch eine vielfältige Stilmixtur auszeichnet. Auch dieser erschien auf Deutsch bei Carlsen.